# 石川タクシー富士
石川タクシー富士株式会社（いしかわタクシーふじ）は、静岡県富士市に本社を置く富士急行グループのタクシー事業者である。富士市内にて、コミュニティバスの運行も行っている。公益社団法人日本バス協会の会員にはなっていない。

## 沿革
- 2003年4月 - 富士急石川タクシー株式会社から新設分割により設立。
- 2007年4月25日 - 富士市で田子浦地区コミュニティバス「しおかぜ」運行開始。
- 2008年1月7日 - 「ナイトシャトル」運行開始。
- 2008年10月1日 - 岩松北地区コミュニティバス「こうめ」、富士南地区コミュニティバス「みなバス」の実験運行開始。
- 2009年10月1日 - 「こうめ」、「みなバス」の本格運行を開始。
- 2009年11月2日 - 丘地区コミュニティバス「おかバス」[1]の実験運行開始。
- 2010年11月1日 - 吉原・富士駅北地区コミュニティバス「うるおい」の実験運行開始。
- 2012年6月1日 - 「モーニングシャトル」運行開始。
- 2012年11月1日 - 「うるおい」本格運行開始

## 路線バス・乗合タクシー
富士市のコミュニティバスのうち、以下の運行を担当している。
- 田子浦地区コミュニティバス「しおかぜ」
  - 富士駅南口 - 第二小学校入口 - 新富士駅 - 田子浦まちづくりセンター - 柳島 - 前田 - 鮫島公会堂前 - 田子 - 新浜 - 宮島 - 新富士駅 - 富士駅南口
- 岩松北地区コミュニティバス「こうめ」
  - オレンジコース（朝夕）
    - 富士駅 - 富士見高校前 - 柚木 - 岩松小前 - 岩松中南 - 実相寺前 - 岩松北小 - 滝戸 - 岩本山公園
- 富士南地区コミュニティバス「みなバス」
  - グリーンコース（日中）
    - 富士駅 - 竪堀駅入口 - 西富士交番 - 岩松小前 - 岩松中南 - 実相寺前 - 岩松北小 - 東名松岡北 - 滝戸 - 岩本山公園
- ナイトシャトル・モーニングシャトル
  - 吉原中央駅 - 岳鉄吉原本町駅 - ジヤトコ1地区 - 裁判所前 - 富士市役所前 - 新富士駅 - 富士駅南口
- 吉原・富士駅北地区コミュニティバス「うるおい」
  - 吉原駅 - 聖隷富士病院 - JA富士市島田支店入口 - 潤い橋 - 富士駅

「こうめ」のみバス用車両（日野・リエッセ）を使用しており、他はジャンボタクシー用車両を使用した実質乗合タクシーである。また、運行を終了した丘地区コミュニティバス「おかバス」の運行も担当していた。